# Godspeed You! Black Emperor
Godspeed You! Black Emperor (ás vezes abreviado para GY!BE ou Godspeed) são uma banda canadense de post-rock que se originou em Montreal, Quebec em 1994. O grupo lança suas gravações por meio da Constellation Records, uma gravadora independente também localizada em Montreal. A banda tem um culto dedicado de seguidores e é conhecida por ser influente no gênero post-rock.
O grupo lançou seu primeiro álbum, F♯ A♯ ∞, em 1997 e fez turnês regulares de 1998 a 2003. Seu segundo álbum, Lift Your Skinny Fists Like Antennas to Heaven (2000), foi aclamado pela crítica e considerado um dos melhores álbuns da década. Após o lançamento Yanqui U.X.O. (2002), a banda entrou em hiato em 2003 para buscar outros interesses musicais.
Houve rumores de que a banda havia-se separado, mas voltou a se reunir em 2010. Seu primeiro álbum pós-reunião, Allelujah! Don't Bend! Ascend! (2012) ganhou o Polaris Music Prize de 2013. Esse álbum foi seguido por Asunder, Sweet and Other Distress (2015), Luciferian Towers (2017), G_d's Pee at State's End! (2021) e seu álbum mais recente, No Title as of 13 February 2024 28,340 Dead (2024).
Sua música, principalmente de natureza instrumental, é conhecida por seus contrastes entre paisagens sonoras ambientais e crescendos caóticos; uso de gravações de campo e monólogos falados; e foco em temas distópicos, anarquistas e antiguerra. Os membros do grupo formaram vários projetos paralelos, incluindo Silver Mt. Zion, Fly Pan Am, HṚṢṬA, Esmerine e Set Fire to Flames.

## História

### 1994–2003: Primeira edição
Godspeed You! Black Emperor foi formada em 1994, em Montreal, Quebec, por Efrim Menuck (guitarra), Mike Moya (guitarra), e Mauro Pezzente (baixo). O nome da banda vem de God Speed You! Black Emperor, um documentário japonês em preto e branco de 1976, do diretor Mitsuo Yanagimachi, que acompanha as façanhas de uma gangue de motoqueiros japoneses, os Black Emperors. A banda se reuniu inicialmente depois de receber a oferta de ser a banda de apoio de outra banda local chamada Steak 72. Depois disso, o trio se apresentou ao vivo em algumas ocasiões. Anteriormente, o nome "God Speed You Black Emperor!" havia sido usado por Menuck em uma fita cassete limitada intitulada All Lights Fucked on the Hairy Amp Drooling, gravada no ano anterior, com contribuições limitadas de Pezzente no baixo, embora a formação da banda propriamente dita só tenha ocorrido em 1994.
A banda se expandiu e continuou a se apresentar ao vivo. De acordo com Menuck, entrar para o grupo era simples: "Era como se alguém conhecesse alguém que tocasse um instrumento e parecesse ser uma boa pessoa, ele meio que se juntava a nós." O número de membros do grupo mudou com frequência durante esse período. Os músicos locais frequentemente se juntavam à banda para algumas apresentações e depois partiam. A natureza rotativa dos membros do grupo frequentemente causava tensão antes do lançamento do álbum duplo de F♯ A♯ ∞, lançado em 14 de agosto de 1997 na primeira edição e em 8 de junho de 1998 na segunda. Após esse lançamento, o grupo se estabilizou em torno de uma formação de nove pessoas, com Menuck, Moya e David Bryant nas guitarras, Pezzente e Thierry Amar nos baixos, Aidan Girt e Bruce Cawdron na bateria, e Sophie Trudeau e Norsola Johnson no violino e violoncelo, respectivamente. Moya saiu em 1998 para se concentrar no HṚṢṬA, sendo substituído por guitarrista Roger Tellier-Craig, do Fly Pan Am.
Uma das músicas mais conhecidas da banda, "East Hastings", do álbum F♯ A♯ ∞, de 1997, foi usada no filme 28 Days Later, de 2002; no entanto, ela não aparece na trilha sonora do filme porque os direitos da música não puderam ser obtidos. Durante uma entrevista ao The Guardian, o diretor de 28 Days Later, Danny Boyle, explicou: "Sempre tento ter uma trilha sonora em minha mente [ao criar um filme]. Por exemplo, quando fizemos Trainspotting, a trilha sonora foi Underworld. Para mim, a trilha sonora de 28 Days Later foi Godspeed. O filme inteiro foi cortado ao som de Godspeed em minha cabeça."
Em 11 de novembro de 2002, a banda lançou Yanqui U.X.O., um álbum duplo gravado em Chicago e teve engenharia de Steve Albini. O álbum mostra as opiniões políticas dos membros da banda. Em 2003, Tellier-Craig deixou a banda de comum acordo para dedicar mais tempo ao Fly Pan Am.
Em julho de 2003, a Constellation Records publicou uma nota em seu site dizendo: "godspeed entrará em hiato durante a maior parte do ano, enquanto os membros da banda trabalham em seus muitos outros projetos".

### 2010–presente: Reunião
Em 9 de abril de 2010, a banda anunciou que estava se reunindo para um evento musical All Tomorrow's Parties no Reino Unido em 3 de dezembro de 2010, bem como para outras datas nos Estados Unidos. "depois de uma década de retiro, god's pee decidiu rolar novamente", dizia a declaração. Mike Moya voltou a se juntar à banda para a reunião, enquanto o violoncelista original Norsola Johnson se recusou a participar. A banda fez uma turnê completa pela América do Norte e Europa em 2011, e mais datas no Reino Unido, incluindo uma apresentação no festival de música ATP I'll Be Your Mirror em Londres.
No ano seguinte, a banda se apresentou no Pitchfork Music Festival, em Chicago, no Coachella, na Califórnia, e no festival All Tomorrow's Parties I'll Be Your Mirror, em Nova Iorque. O baterista Timothy Herzog começou a fazer turnês com a banda após a saída de Bruce Cawdron.
Em 1 de outubro de 2012, a banda lançou seu quarto álbum, 'Allelujah! Don't Bend! Ascend!. O álbum ganhou o Polaris Music Prize de 2013, mas criticou o custo da cerimônia durante a época de austeridade, declarando: "Talvez a próxima celebração deva acontecer em um salão mais grosseiro, sem as faixas corporativas e os senhores da cultura". O quinto álbum da banda, Asunder, Sweet and Other Distress, foi lançado em 31 de março de 2015, e o sexto álbum, Luciferian Towers, foi lançado em 22 de setembro de 2017.
Em agosto de 2019, a banda tocou novas músicas, provisoriamente intituladas "Glaciers" e "Cliff". Elas apareceriam no sétimo álbum da banda, G_d's Pee at State's End!, que foi lançado em 2 de abril de 2021.
Em fevereiro de 2022, uma cópia de All Lights Fucked on the Hairy Amp Drooling foi postada no quadro de música do 4chan. A banda acabou fazendo o upload do áudio completo da fita em sua página oficial do Bandcamp em 14 de fevereiro.
Em 24 de fevereiro de 2024, a banda estreou três novas músicas sem título no Knockdown Center na Nova Iorque. Em 28 de agosto de 2024, a banda anunciou seu oitavo álbum, No Title as of 13 February 2024 28,340 Dead, apoiado pelo single principal "Grey Rubble – Green Shoots". Seu título faz referência ao número de mortes de palestinos na Faixa de Gaza durante a guerra entre Israel e Hamas na época da concepção do álbum.

## Showsao vivo

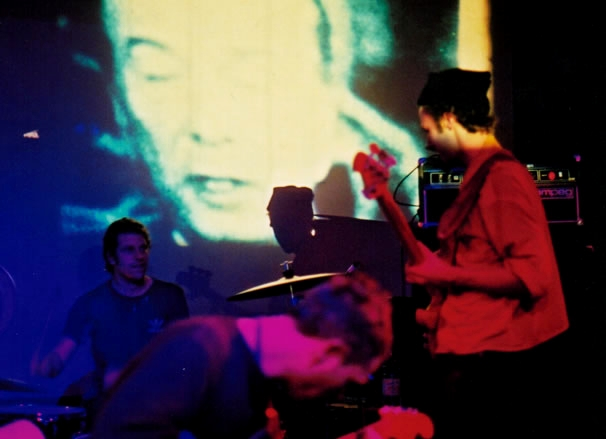
A banda se apresentando em Londres em 2000.

As projeções de filmes em loop são um aspecto importante das apresentações ao vivo do grupo, explicadas por Efrim Menuck como "colocando o todo no contexto".
A banda é amigável aos bootlegs; eles permitem que os membros da plateia gravem suas apresentações ao vivo, e os fãs frequentemente lançam material novo antes que a banda faça uma gravação oficial.
A banda fez sua primeira turnê pela Austrália e Nova Zelândia em fevereiro de 2013, incluindo uma apresentação no festival All Tomorrow's Parties I'll Be Your Mirror em Melbourne. Eles fizeram sua primeira turnê pela China em abril de 2013, com apresentações em Xangai e Pequim, e revisitaram a China em março de 2016.
A banda apoiou o Nine Inch Nails em sua turnê Twenty Thirteen Tour em outubro de 2013.
Em 2015 e 2016, a banda realizou vários shows e festivais em todo o mundo. Duas novas músicas foram apresentadas em muitos dos shows, recebendo os títulos de fãs "Buildings" e "Railroads" das projeções que as acompanhavam. A banda também emprestou performances ao vivo de suas músicas para um revival do trabalho de 2005 "monumental" da trupe de dança canadense Holy Body Tattoo em 2016.
A banda está programada para se apresentar em dez países da Europa e da América do Norte em 2024 e 2025.

## Inclinações políticas
Em 2003, o grupo já foi equivocadamente interpretado como um bando de terroristas. Depois de parar em um posto de gasolina local para abastecer na cidade de Ardmore, Oklahoma, durante sua turnê de 2003 pelos Estados Unidos, a atendente do posto que trabalhava naquele dia acreditou que o grupo dos canadenses era terrorista. Ela rapidamente passou um bilhete para outro cliente pedindo que chamasse a polícia. Quando a polícia local apareceu, o grupo foi detido até que pudesse ser interrogado pelo FBI. Embora a polícia suspeitasse dos documentos antigovernamentais da banda e de algumas fotos que ela tinha (como as de plataformas de petróleo), não encontrou nenhuma evidência denunciativo. Após a verificação dos antecedentes, o conjunto foi liberado da custódia e continuou seu caminho para o próximo show em Saint Louis. Mais tarde, Efrim Menuck falou ao público durante sua apresentação no Missouri sobre o que aconteceu com eles e especulou que sua origem foi um motivo para serem liberados rapidamente ("Ainda bem que somos bons garotos brancos do Canadá"). O incidente foi mencionado no livro de Michael Moore, Dude, Where's My Country?.
The Guardian escreveu que o Godspeed You! Black Emperor "não apenas defende o anticapitalismo, mas o incorpora, rejeitando o individualismo egoísta em sua essência", apontando como a operação da banda como um coletivo desafia as noções tradicionais de hierarquia. Em uma entrevista em 2012, Menuck disse: "Toda música é política, certo? Ou você faz música que agrada ao rei e sua corte, ou você faz música para os servos fora dos muros... Começamos a fazer esse barulho juntos quando éramos jovens e não tínhamos dinheiro. Qualquer política que tivéssemos nasceu de uma época em que a narrativa dominante era de que tudo estava bem." Várias de suas músicas também incorporam amostras de voz que expressam sentimentos políticos, principalmente "The Dead Flag Blues" (em F♯ A♯ ∞), "BBF3" (em Slow Riot for New Zerø Kanada) e "Raindrops Cast In Lead" (em No Title as of 13 February 2024 28,340 Dead).
Vários integrantes da banda, incluindo o Efrim Menuck, são anarquistas. Essa perspectiva influenciou o ativismo político da banda. As notas do encarte de Yanqui U.X.O. descrevem a música "09-15-00" como "Ariel Sharon cercado por 1.000 soldados israelenses marchando em al-Haram Ash-Sharif e provocando outra Intifada". A contracapa do álbum retrata as relações de várias gravadoras importantes com o complexo militar-industrial. As notas do encarte de 'Allelujah! Don't Bend! Ascend! criticam o desenvolvimento econômico antiambientalista e a supressão de protestos estudantis.
Durante a turnê G_d's Pee at State's End!, Menuck demonstrou seu apoio às pessoas transgêneras, escrevendo em seu amplificador "transfóbicos comem merda e morrem sozinhos".

## Integrantes
| Atuais - Efrim Menuck – guitarra, loops de fita, teclados (1994–2003, 2010–presente) - Mauro Pezzente – baixo (1994–2003, 2010–presente) - Mike Moya – guitarra (1994–1998, 2010–presente) - Thierry Amar – contrabaixo, baixo (1997–2003, 2010–presente) - David Bryant – guitarra, loops de fita (1997–2003, 2010–presente) - Aidan Girt – bateria, percussão (1997–2003, 2010–presente) - Sophie Trudeau – violino (1997–2003, 2010–presente) - Karl Lemieux – projeção de filmagem (2010–presente) - Timothy Herzog – bateria, percussão (2012–presente) - Philippe Léonard – projeção de filmagem (2015–presente) | Anteriores - Mark Littlefair – projeção de filmagem (1994–2000) - Thea Pratt – trompa (1995–1997) - Bruce Cawdron – bateria, percussão (1997–2003, 2010–2012) - Norsola Johnson – violoncelo (1997–2003) - Grayson Walker – acordeão (1997) - Christophe – violino (1997) - Roger Tellier-Craig – guitarra (1998–2003) - Fluffy Erskine – projeção de filmagem (2000–2003) |

## Cronologia
| Efrim Menuck playing the guitar on his lap | Mauro Pezzente playing bass guitar | David Bryant playing guitar | Sophie Trudeau playing the violin |
|                                            |                                    |                             |                                   |

## Discografia

### Álbuns de estúdio
- F♯ A♯ ∞ (1997)
- Lift Your Skinny Fists Like Antennas to Heaven (2000)
- Yanqui U.X.O. (2002)
- 'Allelujah! Don't Bend! Ascend! (2012)
- Asunder, Sweet and Other Distress (2015)
- Luciferian Towers (2017)
- G_d's Pee at State's End! (2021)
- No Title as of 13 February 2024 28,340 Dead (2024)

### EP
- Slow Riot for New Zero Kanada (1999)

### Coletâneas e outros álbuns
- All Lights Fucked on the Hairy Amp Drooling (1994)
- aMAZEzine! 7" (1998, com a música "Sunshine + Gasoline")
- Song of the Silent Land (2004, com a música "Outro")